# Feeding the Wolves
Feeding the Wolves è il quinto album discografico del gruppo musicale statunitense 10 Years, pubblicato nel 2010.

## Tracce
1. Shoot It Out – 3:19
2. The Wicked Ones – 3:30
3. Now Is the Time (Ravenous) – 3:51
4. One More Day – 4:11
5. Fix Me – 3:35
6. Chasing the Rapture – 3:26
7. Dead in the Water – 3:30
8. Don't Fight It – 3:41
9. Waking Up the Ghost – 2:57
10. Fade Into (the Ocean) – 5:44
11. I Blame You (iTunes bonus track) – 3:05